# Мргаван
Мргаван (вірм. Մրգավան) — село в марзі Арарат, у центрі Вірменії. Село розташоване за 3 км на північ від міста Арташат, на залізниці Масіс — Єрасх, між селами Востан та Далар.